# Aplidium gibbulosum
Aplidium gibbulosum är en sjöpungsart som först beskrevs av Savigny 1816.  Aplidium gibbulosum ingår i släktet Aplidium och familjen klumpsjöpungar. Inga underarter finns listade i Catalogue of Life.